# Адам Асник
Ада́м А́сник (пол. Adam Asnyk; 11 вересня 1838, Каліш — 2 серпня 1897, Краків) — польський поет і драматург; у поезії поєднання романтизму із суспільно-філософськими проблемами позитивізму.

## Біографія
Народився в Каліші в родині учасника Польського повстання 1830—1831 років. Навчався в агрономічному інституті, медико-хірургічній академії, брав участь у підпільній студентській організації соціалістичного спрямування. За участь в демонстраціях протесту був заарештований. Сам брав участь у повстанні 1863 року. Восени 1863 року входив до складу повстанського уряду, згодом входив до одного з партизанських загонів. Пізніше був змушений емігрувати до Німеччини. У Гайдельберзі завершив вищу освіту й здобув ступінь доктора філософії.
1867 року переїздить до Львова, де мешкає до 1870 року. 1870 році переїздить до Кракова. 1872 року виходить двотомник його творів, завдяки чому Асник швидко стає популярним. Працює редактором газет. П'єси Асника йшли на аматорських і професійних сценах. 
1880 року за сприяння Адама Асника заснована жіноча спілка товариства Народної школи (спілка вчительок), що містилася у кам'яниці на вул. Кльоновича, 7 у Львові.

## Творчість
Провідне місце в його ранній творчості посідає лірика, пройнята болем, спричиненим поразкою польського визвольного руху та особистими розчаруваннями («Сон могил», 1865, та ін.). 1880-і роки — новий етап у творчості Асника. Він висловлює віру в суспільний прогрес.
Асник — автор історичних драм та побутових комедій («Кола Рієнці», 1873; «Кейстут», 1878; «Брати Лерхе», 1888, та ін.).
- сонети (Над глибинами)
- любовна лірика
- вірші, присвячені Татрам
- драми
- українські переклади окремих творів.

## Твори
- Wybór poezji. Warszawa, 1956.

## Українські переклади
Деякі поезії Асника переклав Іван Франко.
Твори Адама Асника українською мовою перекладав також Анатолій Глущак.

## Вшанування
У 1920-х роках жіночій вчительській семінарії при вул. Сакраменток, 7 (нині — педагогічний коледж Львівського національного університету імені Івана Франка на вул. Туган-Барановського, 7) було присвоєно ім’я Адама Асника.